# Dick Bunt
Richard J. "Dick" Bunt (Queens, Nueva York, 13 de julio de 1929-North Salem, Nueva York, 10 de febrero de 2021) fue un jugador de baloncesto estadounidense que disputó una temporada en la NBA. Con 1,83 metros de estatura, jugaba en la posición de base.

## Trayectoria deportiva

### Universidad
Jugó durante su etapa universitaria con los Violets de la Universidad de Nueva York.

### Profesional
Fue elegido en la vigésimo sexta posición del Draft de la NBA de 1952 por New York Knicks, con los que debutó el 1 de noviembre anotando un punto. Acabó la temporada jugando con los Baltimore Bullets, promediando en total 3,5 puntos y 1,1 rebotes por partido.
Al año siguiente jugó un único partido con los  de la ABL, en el que anotó 14 puntos.

## Estadísticas de su carrera en la NBA

### Temporada regular
| Temporada | Edad | Equipo            | Liga | P  | TIT | MIN  | TC  | TCA | %TC  | 3P | 3PA | %3P | TL  | TLA | %TL  | R.OF. | R.DEF. | REB | ASIS | ROB | TAP | PER | FP  | PTS |
| 1952-53   | 22   | TOTAL             | NBA  | 26 |     | 10.4 | 1.1 | 4.1 | .271 |    |     |     | 1.3 | 1.8 | .708 |       |        | 1.1 | 0.7  |     |     |     | 1.5 | 3.5 |
| 1952-53   | 22   | New York Knicks   | NBA  |    |     |      |     |     |      |    |     |     |     |     |      |       |        |     |      |     |     |     |     |     |
| 1952-53   | 22   | Baltimore Bullets | NBA  |    |     |      |     |     |      |    |     |     |     |     |      |       |        |     |      |     |     |     |     |     |
| Total     |      |                   | NBA  | 26 |     | 10.4 | 1.1 | 4.1 | .271 |    |     |     | 1.3 | 1.8 | .708 |       |        | 1.1 | 0.7  |     |     |     | 1.5 | 3.5 |